# Gymnasium Raabeschule
Das Gymnasium Raabeschule ist ein Gymnasium in Braunschweig und das älteste Ganztagsgymnasium in Niedersachsen.

## Geschichte
1861 wurde das heutige Gymnasium Raabeschule von Hermann Günther als Günthersches Institut gegründet, welches durch eine starke Berufsorientierung sowie durch die Individualisierung der Lernwege und -ziele den Bildungs- und Ausbildungsinteressen der Braunschweiger Bürgerschaft stärker Rechnung trug als die damaligen öffentlichen Schulen.
Nach dem Tode des Gründers wurde aus der Privat-Anstalt eine staatliche Realschule, die 1926 in Raabeschule umbenannt wurde und ab 1938 zu einer neunstufigen höheren Schule mit Abitur ausgebaut wurde. Nachdem das 1915 neu bezogene Schulgebäude in der Kasernenstraße im Zweiten Weltkrieg zerstört worden war, fand die Raabeschule nach mehreren provisorischen Unterkünften 1949 am Franzschen Feld eine Bleibe. 1973 zog sie in den Neubau im Schulzentrum Heidberg um. Mit der Auflösung der Orientierungsstufe 2004 erhielt die Raabeschule eine Außenstelle für die Jahrgänge 5 bis 7 am Siekgraben.
1989 wurde die Raabeschule in eine offene Ganztagsschule umgewandelt.
2018 wurden bunte Schließfächer für die Schule eingeführt. Kürzungen gab es 2020 in der Raucherecke, welche von den Fahrradständern hinter der Schule bis hinter das Haupttor verschoben wurde. Im Jahr 2015 hatte die Schule 793 Schüler.

## Persönlichkeiten

### Lehrer
- Wilhelm Börker (1869–1953)
- Axel Dick (1935–2006), Künstler
- Jürgen Bernhard Kuck (* 1952), Kunstpädagoge
- Ronald Feuerhahn (* 1953), Fußballspieler
- Ernst-August Roloff (1926–2017), Lehrer für Deutsch und Geschichte,  Schulpsychologe

### Schüler
- Marko Beens (* 1970), Sportmanager
- Maya Bothe (* 1978), Schauspielerin
- Daniel Erdmann (* 1973), Jazzsaxophonist
- Kirsten Lange (* 1971), Präsidentin des Handballverbands in Victoria (Australien)[3]
- Markus Kuhn (* 1972), Medienwissenschaftler
- Sonja Fiedler-Tresp (* 1972), Übersetzerin und Autorin
- Rainer Hunold (* 1949), Schauspieler
- Bernhard Kiekenap (1930–2020), Historiker
- Bodo Schrader (1928–2018), Professor an der TU Braunschweig
- Michael Koch (* 1973), Fotograf und Bildender Künstler
- Heike Lätzsch (* 1973), Hockeynationalspielerin
- Florian Meyer (* 1968), DFB-Fußballschiedsrichter
- Carsten Ovens (* 1981), Politiker
- Markus Rex (* 1966), Polarforscher
- Bennit Bröger (* 2006), Fußballer

## Publikationen
- Gymnasium Raabeschule, Friedemann Thoss: Festschrift zur 125-Jahr-Feier Gymnasium Raabeschule Braunschweig. Braunschweig 1986, OCLC 74971653, (deutsche-digitale-bibliothek.de).

Gymnasium Raabeschule: Berichte & Mitteilungen. (Zeitschrift), OCLC 649442386.
- DGB Kreis Region Braunschweig (Hrsg.): Wege zum Ich. Künstlerische Arbeiten aus dem Gymnasium Raabeschule; Konzepte zur Ausstellung vom 4.4. – 23.5.2000 im Gewerkschaftshaus Braunschweig (= Regionale Gewerkschaftsblätter. 13.) Braunschweig 2000, OCLC 255819067.
- Gymnasium Raabeschule, Evan Alcock: Festschrift 150 Jahre Gymnasium Raabeschule. Braunschweig 2011, OCLC 800580903, (deutsche-digitale-bibliothek.de).

## Veranstaltungen
Die Raabeschule bietet in der hauseigenen Aula mehrere Veranstaltungen im Jahr an. Darunter die jährliche Mélange, welche von dem Abitur-Jahrgang organisiert wird. Technisch werden diese Veranstaltungen von der Aulatechnik-AG unterstützt.